# 2113 Ehrdni
A 2113 Ehrdni (ideiglenes jelöléssel 1972 RJ2) a Naprendszer kisbolygóövében található aszteroida. Nyikolaj Csernih fedezte fel 1972. szeptember 11-én.